# Crézilles
Crézilles är en kommun i departementet Meurthe-et-Moselle i regionen Grand Est (tidigare regionen Lorraine) i nordöstra Frankrike. Kommunen ligger i kantonen Toul-Sud som tillhör arrondissementet Toul. År 2022 hade Crézilles 301 invånare.

## Befolkningsutveckling
Antalet invånare i kommunen Crézilles
| Referens: INSEE |